# 北部湾金吉丁
北部湾金吉丁（学名：Chrysochroa saundersii tonkinensis），吉丁虫科金吉丁属桑氏金吉丁的一个亚种，分布于越南及中国海南岛。
本种2023年被收录入中国《有重要生态、科学、社会价值的陆生野生动物名录》。

## 形态特征
背面整体呈暗绿色具金属光泽，鞘翅3/5处具有宽约6毫米的黄色横带。